# Masahuat
Masahuat é um município de El Salvador, pertencente ao Distrito de Metapán e ao departamento de Santa Ana. Masahuat está situada a 108 quilômetros da capital nacional, San Salvador. 
O município possui uma área de 71.23 km e tem uma população de 5 499 habitantes. É dividido, para sua administração, em 5 cantões. O nome de Masahuat procede de Nahuat e significa rio abundante.

## Transporte
O município de Masahuat é servido pela seguinte rodovia:
- SAN-21, que liga a cidade de Metapán ao município de Santa Rosa Guachipilín [1]